# Carlos Villagra Marsal
Carlos Villagra Marsal (Asunción, 30 de octubre de 1932 - Ibidem, 10 de marzo de 2016) fue un poeta, narrador, ensayista e intelectual paraguayo, que aportó a la literatura de su país, no solo como creador sino también como editor y promotor.

## Primeros años
Desde muy joven, Villagra Marsal se dedicó a la creación literaria.
También abogado, a este escritor se lo reconoció también como parte de la llamada "promoción del 50", con la cual compartió una prolífica etapa de formación y producción literaria en la Academia Universitaria del Paraguay.

## Trayectoria
Durante muchos años, Villagra Marsal fue director de la Tertulia Literaria Hispanoamericana de Asunción. Estuvo como embajador del Paraguay en Chile, luego Ecuador. Fue profesor de literatura guaraní en la Universidad Católica y en la Universidad Nacional Asunción durante varios años. Fue elegido ministro de Políticas Lingüísticas en el año 2011, hasta el 2013 inclusive. Conducía un programa de radio (desde el año 2008) llamado "Paraguay Adentro" por Ñandutí. 
Cofundador con José María Gómez Sanjurjo y Jorge Gómez Rodas de Alcándara Editora, fue su director de 1982 hasta 1988. Condujo además la Editorial Araverá de 1985 a 1987.
Escribió cuatro libros y numerosos ensayos, y comentarios críticos aparecidos en diversos semanarios culturales y publicaciones literarias nacionales y extranjeras. Es autor de dos libros de poesía: "Antología mínima", publicado en 1975 y "Guarania del desvelado", en 1979. Este último incluye su épico "Canto a Simón Bolívar", escrito en año 1954.
El escritor fue premiado en el año 1954 en los "juegos florales" organizados por la "Sociedad Bolivariana del Paraguay" en homenaje a Bolívar. 
En prosa, Villagra Marsal es autor de Mancuello y la Perdiz, publicada en 1965. Esta novela corta fue ganadora del Primer Premio (en narrativa), otorgado en 1966 por el diario "La Tribuna". Su obra más reciente, publicada en el año 1992, es "Papeles de Última Altura".

## Obras
De su cosecha poética, Villagra Marsal ha publicado 'Antología mínima', 'Guarania del desvelado', 'El júbilo difícil', en 1996; y 'Poesía congregada', en México y España, en el mismo año. 
Junto a José María Gómez Sanjurjo y Jorge Gómez Rodas, Villagra Marsal fue cofundador y director de Alcándara Editora que, de 1982 a 1988, sacó a luz sesenta volúmenes de poesía paraguaya. Pero fue además director de la Editorial Araverá, entre los años 1985 y 1987.
Durante los difíciles años de la dictadura de Stroessner, Carlos Villagra Marsal condujo la bien recordada 'Tertulia Hispanoamericana del Paraguay', que se realizaba una vez por semana en el Centro Cultural Juan de Zalazar.
Villagra Marsal redactó "Mancuello y la Perdiz" mientras ocupaba un cargo en la sede de la ONU en Santiago de Chile, logrando el premio del matutino La Tribuna.
En "Mancuello y la perdiz", Villagra Marsal, como cualquier escritor de una comunidad bilingüe, aprovecha la vigencia de dos códigos lingüísticos con carácter de difusión general en la colectividad, según se señaló en el programa "Voces", de Radio Nederland en la que habló de su novela corta. El guaraní, lengua ampliamente mayoritaria en el Paraguay, ha sido mantenido en situación predominante de orabilidad, siendo considerada como instrumento de la comunicación 'corriente', 'familiar' o 'espontánea' y de la cual se excluyen múltiples esferas de la comunicación y de las relaciones sociales, según algunos los lingüistas.
Su novela corta “Mancuello y la Perdiz”, que obtuvo el Premio de Narrativa, periódico La Tribuna, 1965, pertenece a los clásicos de la narrativa paraguaya de ficción. El autor, mediante la utilización del castellano paraguayo y la traducción directa de las expresiones y las sintaxis guaraníes, alcanza las raíces de la paraguayidad con tanta frescura como precisión. 
"Mancuello y la perdiz" ofrece al lector una historia de corte maravilloso, cuya propuesta podría resumirse así: poco importa que las circunstancias sean nefastas, letales, invivibles; un día, algo ocurrirá y todo cambiará, para mejor. Se lee en un fragmento de esta obra "¿De qué o de quién depende que la vida se desarrolle en circunstancias difíciles de soportar? De un arriero, mestizo de negro, más traicionero que víbora-liana, jugador, borracho, pendenciero, asesino: Pantaleón Mancuello, quien impone su fuerza funesta a todo un pueblo de la región Oriental del Paraguay. Y, ¿a qué o a quién incumbe que el pueblo se libre de Mancuello?. A un forastero, educado, cortés, respetuoso, «un arribeño que iba de cruzada, llamado José, quien resultará siendo el Ángel Gabriel. ¿Cómo José se deshace del malvado? En una rencilla, sacudiéndole latigazos sin duelo ni tregua. Para escapar de ellos, Mancuello se zambulló directamente en el caraguatal. José se marchó del pueblo montado en un zaino que galopeaba en el aire, señal de su condición angelical". 
El mecanismo narrativo reitera el de los relatos paraguayos y vernáculos primigenios; y, asimismo, el de los de Edgar Allan Poe, en «Eureka», por ejemplo: el narrador de la leyenda es un campesino, «un arriero», «un hombre». El destinatario es «un niño», «un muchacho», el «patrón» del hombre. Ambos innominados, en función paradígmica. El discurso mezcla palabras y estructuras de la lengua guaraní con las del castellano, logrando tal naturalidad y ritmo, que el lector, por la realidad del discurso, se acerca con facilidad a la de la ficción. 
Las escenas se sitúan en ámbitos típicamente paraguayos y los personajes, auténticos, contribuyen a la veracidad y al carácter vivido de la historia. 
Villagra es poeta y narrador a la vez; fue profesor de Literatura; conoce y sabe darles vigor eficaz a los mecanismos del discurso, logrando una obra literaria que, particularmente en 1966, respondió al horizonte de espera de los lectores, que ni enjuicia ni cae en maniqueismos que le habrían restado eficacia a la intención. Y a esta, la figura del Ángel Gabriel le pone claridad y esperanza. Nada más observar que, cada vez que la perdiz aparece, se pone a llover, probando que los ruegos del pueblo porque acabara la sequía se oyeron.